# Помари
Пома́ри (рос. Помары, марій. Памар) — село у складі Волзького району Марій Ел, Росія. Адміністративний центр Помарського сільського поселення.

## Населення
Населення — 2014 осіб (2010; 1965 у 2002).
Національний склад (станом на 2002 рік):
- марі — 77 %